# طواف ليمبورغ 2014
طواف ليمبورغ 2014 (بالفرنسية: Tour du Limbourg 2014)‏ هو سباق دراجات هوائية، وهو الموسم رقم 63 من السباق، وأقيم في 15 يونيو 2014، وامتدّ لمسافة 199.5 كيلومتر، وهو أحد سباقات طواف أوروبا للدراجات 2014، وهو من نوع سباق يوم واحد، وهو من نوع سباق الدراجات، وقد شارك في السباق 167 متسابقاً ووصل إلى نهايته 110 متسابقاً.
فاز فيه بالمركز الأول ماثيو فان دير بيل، وبالمركز الثاني بول مارتنز، وبالمركز الثالث جريج هندرسون.

## التصنيف العام النهائي
| \| التصنيف العام \| التصنيف العام \| التصنيف العام \| التصنيف العام \| التصنيف العام \| \| العداء \| العداء \| الفريق \| الوقت \| \| \| ------------- \| ----------------- \| -------------- \| ------------- \| ------------- \| \| 1 \| ماثيو فان دير بيل \| BKCP-Powerplus \| \| \| \| 2 \| بول مارتنز \| Belkin \| \| \| \| 3 \| جريج هندرسون \| Lotto-Belisol \| \| \| |                   |                |       |  |
| |                   |                |       |  |
| مصدر: ProCyclingStats |                   |                |       |  |
| التصنيف العام |                   |                |       |  |
| العداء | العداء            | الفريق         | الوقت |  |
| 1 | ماثيو فان دير بيل | BKCP-Powerplus |       |  |
| 2 | بول مارتنز        | Belkin         |       |  |
| 3 | جريج هندرسون      | Lotto-Belisol  |       |  |

## وصلات خارجية
- الموقع الرسمي
- لمحة عن سباق طواف ليمبورغ 2014 على موقع  ProCyclingStats   (برو  سايكلنج  ستاتس) - إحصاءات  محترفي  الدراجات.
- طواف ليمبورغ 2014 على موقع إحصائيات الدراجات الإحترافية (الإنجليزية)